# Die Abenteuer von Robin Hood
Die Abenteuer von Robin Hood (Originaltitel: The Adventures of Robin Hood) ist eine britische Abenteuerserie mit Richard Greene in der Rolle als Robin Hood und Alan Wheatley als Sheriff von Nottingham.

## Inhalt
Die Folgen zeigen die Abenteuer von Robin Hood, der gegen seinen Widersacher, den Sheriff von Nottingham, kämpft. Dabei basieren viele Folgen auf Legenden um Robin Hood oder auf Bestandteilen des mittelalterlichen Lebens, wie „Stadtluft macht frei“, Turniere, Überfälle und Entführungen.

## Produktion und Veröffentlichung
Die Serie besteht aus 143 25-minütigen Folgen in Schwarz-Weiß. Die Serie wurde produziert von Sapphire Films in insgesamt vier Staffeln. Gedreht wurden die Folgen auf Alnwick Castle und Bodiam Castle sowie in den Nettlefold Studios in Walton-on-Thames.
Die Serie wurde ab dem 26. September 1955 von ITV in Großbritannien ausgestrahlt. Die deutschsprachige Erstausstrahlung fand am 1. Dezember 1963 in der DDR statt. Ab dem 28. März 1971 erfolgte die Ausstrahlung durch die ARD in der Bundesrepublik Deutschland, die mehrmals wiederholt wurde. Nur 26 der 143 Folgen wurden deutsch synchronisiert.

## Sonstiges
Nach dem Ende der Serie schlüpfte Richard Greene für den Hammer-Film Das Schwert des Robin Hood nochmals in die Rolle des Robin Hood.